# Salanca

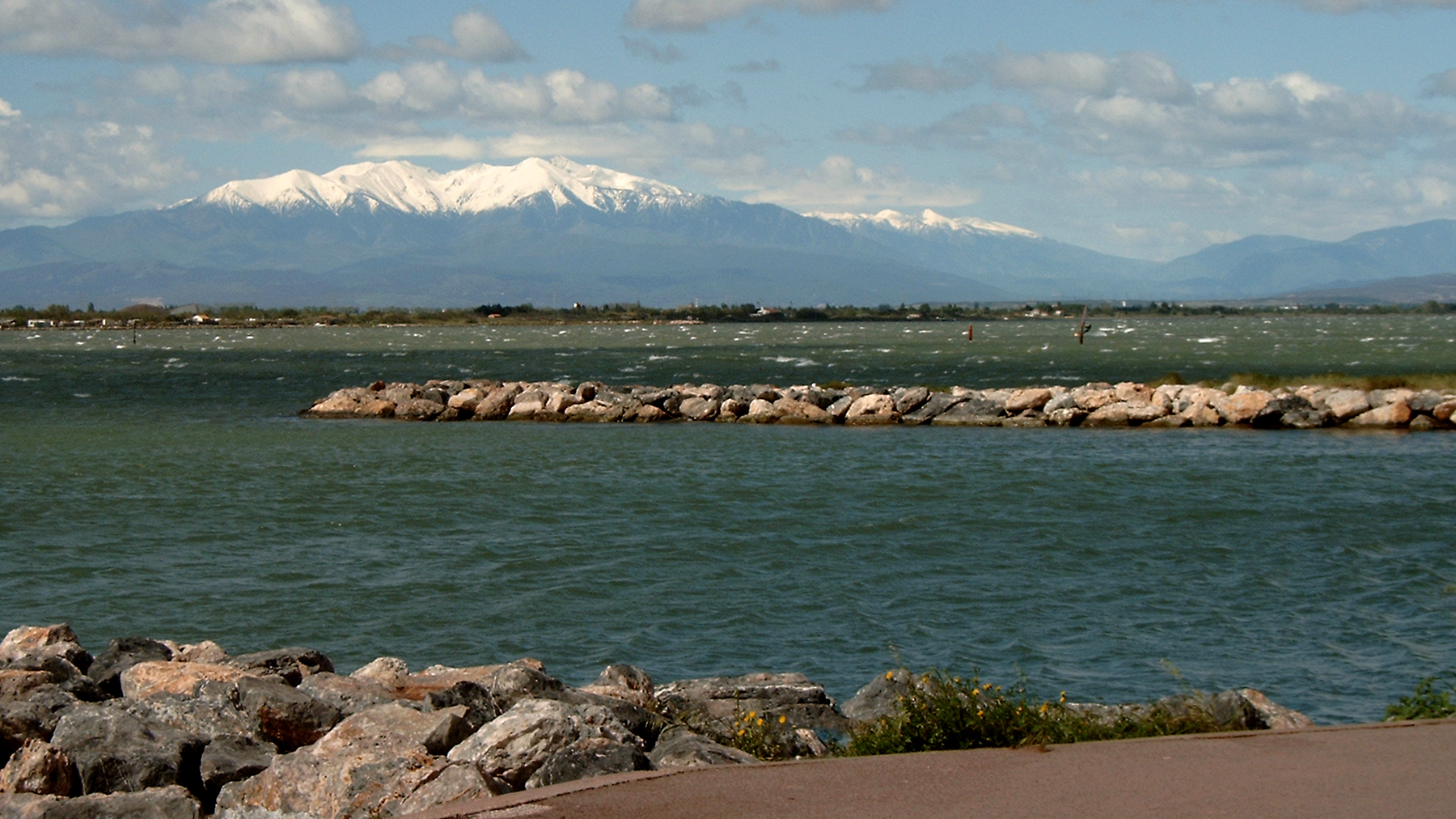
L'estany de Salses, eix principal de la subcomarca, amb el Canigó al fons.

La Salanca és un sector de la plana del Rosselló, considerada també com una subcomarca. Pren el nom dels terrenys salabrosos d'aiguamolls i llacunes litorals on destaca l'estany de Salses (antigament estava ocupada per la mar o per estanys salobres.
La Salanca se situa entre aquest estany, la Mediterrània i la subcomarca de les Corberes amb la fita al riu Ròbol, i abraça el darrer tram del riu Aglí abans de desembocar a la mar, fitant al sud amb el riu Tet i la plana de Perpinyà.

## Municipis de la Salanca

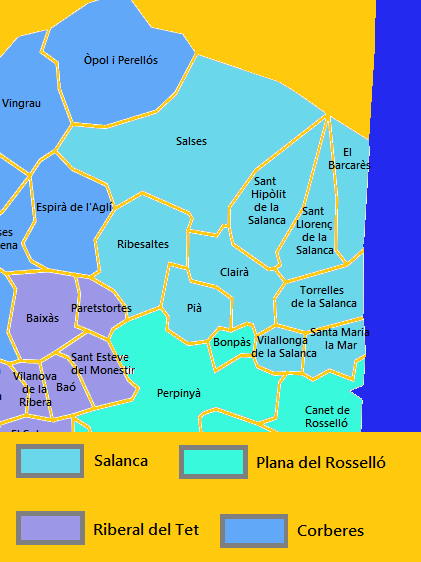
Mapa de la Salanca

La Salanca incorpora les demarcacions administratives antigues, vigents fins al 2015, dels cantons de Sant Llorenç de la Salanca i part de Ribesaltes, i els següents municipis:
| Municipi                   | Habitants |
| -------------------------- | --------- |
| Barcarès, el               | 3.514     |
| Clairà                     | 2.625     |
| Òpol i Perellós            | 595       |
| Pià                        | 5.120     |
| Ribesaltes                 | 7.940     |
| Salses                     | 2.513     |
| Sant Hipòlit de la Salanca | 1.849     |
| Sant Llorenç de la Salanca | 7.932     |
| Santa Maria la Mar         | 3.452     |
| Torrelles de la Salanca    | 2.072     |
| Vilallonga de la Salanca   | 2.461     |
|                            |           |